# Schollhöfer Straße
Schollhöfer Straße ist ein Wohnplatz auf der Gemarkung des Boxberger Stadtteils Windischbuch im Main-Tauber-Kreis im fränkisch geprägten Nordosten Baden-Württembergs.

## Geographie

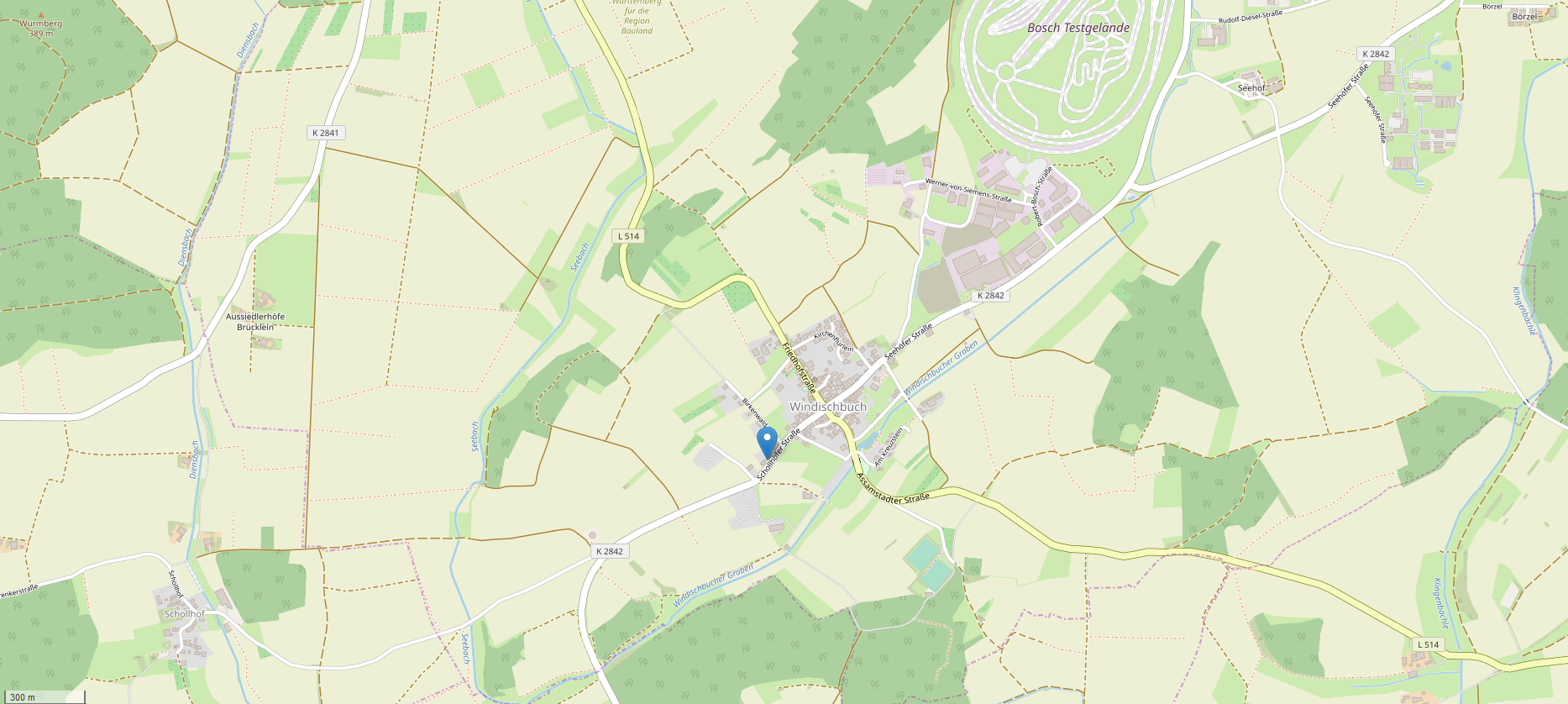
Lage des Wohnplatzes Schollhöfer Straße

Der Wohnplatz Schollhöfer Straße liegt etwa 200 Meter südwestlich von Windischbuch. Die Gemarkung wird durch den Windischbucher Graben entwässert.

## Geschichte
Der Ort kam als Teil der ehemals selbständigen Gemeinde Windischbuch am 1. Januar 1973 zur Stadt Boxberg.

## Kulturdenkmale
An der Schollhöfer Straße befindet sich ein Bildstock.

## Verkehr
Der Wohnplatz ist aus Südwesten über die K 2842 zu erreichen, die im Bereich des Wohnplatzes bis zur Ortsmitte von Windischbuch als Schollhöfer Straße bezeichnet wird.